# 平成16年7月新潟・福島豪雨
平成16年7月新潟・福島豪雨（へいせい16ねん7がつにいがた・ふくしまごうう）は、2004年（平成16年）7月13日を中心に新潟県と福島県で起こった豪雨災害（水害）である。7.13水害（ななてんいちさんすいがい）とも呼ばれる。この災害が発生した5日後の7月18日には、福井県でも洪水（平成16年7月福井豪雨）が発生した。この年、全国で風水害が相次ぎ、高齢者が犠牲になったことから、内閣府で避難準備情報のガイドラインが作られた。
※いわゆる平成の大合併ですでに消滅している自治体もあるが、すべて豪雨発生当時の自治体名で示す。

## 概要
12日夜から新潟県中越地方や福島県会津地方では非常に激しい雨が降り、栃尾市や下田村では総雨量が400ミリを超す記録的な雨量を観測した。
このため、信濃川水系の五十嵐川・刈谷田川・中之島川の堤防が11ヶ所で決壊し、五十嵐川流域の三条市と刈谷田川流域の中之島町を中心に、長岡市、見附市など、広範囲で浸水被害が発生した。広大な平地が浸水したため、避難所となった施設までもが浸水し避難者が孤立するという事態も起こった。
三条市では、堤防の決壊による被害が五十嵐川の左岸側（南側に位置するため「嵐南」と呼ばれる）に集中した。また近郊の高台にあった新潟県立月ヶ岡養護学校が一時、地域住民の避難所として使用された。同じく五十嵐川流域の下田村でも、国道289号の陥没や栄雲寺橋の落橋、家屋の床上・床下浸水など被害が相次いだ。
丘陵部では西山丘陵（三島郡など）や東山丘陵（栃尾市など）を中心に土砂災害が相次いで発生した。
死者は福島県昭和村での1人を含め16人。全壊70棟、半壊5,354棟をはじめ、20,655棟に被害が出た。
この災害に対して消防庁は宮城県・山形県・栃木県・群馬県・埼玉県・東京消防庁・神奈川県・長野県・山梨県・富山県・石川県・岐阜県から緊急消防援助隊を出動させ、1855人を救出（うち消防防災ヘリコプターによる救出が92人）した。
この水害は後に激甚災害に指定された。それだけでなく、災害で発生したごみの集積地不足に悩まされ、やむを得ず三条競馬場跡地に集積された。処理費用が新潟県では全体で33億円かかり、自治体の財政に大きな打撃を与えた。
災害から5年後の2009年7月13日、堤防決壊地点（現在は補修済み）で慰霊式典が行われた。2014年5月には、三条競馬場跡地に「三条防災ステーション」が開設された。

## 気象概況
日本海から東北地方南部にのびる梅雨前線の活動が活発となり、12日夜から新潟県中部（中越地方北部）から福島県にかけて梅雨前線が停滞し、北陸沿岸で発達した雨雲が次々に流れ込み、同じ地域で断続的に雨が降り続いた。13日朝には雨の勢いが非常に激しくなり、数時間にわたって時間雨量50ミリを超す激しい雨が降り続いた。

### 主な降雨記録
| 主な降雨記録                                                                                        | 主な降雨記録 | 主な降雨記録 | 主な降雨記録 | 主な降雨記録 |
| 観測地点情報                                                                                        | 観測地点情報 | 観測地点情報 | 最大雨量     | 最大雨量     |
| 観測地点                                                                                            | 市町村       | 設置者       | 24時間       | 時間         |
| 笠堀ダム                                                                                            | 下田村       | 新潟県       | 473          | 73           |
| 大谷ダム                                                                                            | 下田村       | 新潟県       | 450          | 73           |
| 刈谷田川ダム                                                                                        | 栃尾市       | 新潟県       | 426          | 51           |
| 栃尾                                                                                                | 栃尾市       | 気象庁       | 422          | 58           |
| 前山                                                                                                | 栃尾市       | 新潟県       | 412          | 57           |
| 浅草岳                                                                                              | 入広瀬村     | 新潟県       | 337          |              |
| 守門岳                                                                                              | 入広瀬村     | 気象庁       | 360          | 56           |
| 与板維持                                                                                            | 与板町       | 新潟県       | 344          |              |
| 只見                                                                                                | 只見町       | 気象庁       | * 325        | 50           |
| 宮寄上                                                                                              | 加茂市       | 気象庁       | * 316        |              |
| 見附                                                                                                | 見附市       | 国土交通省   | 308          | 53           |
| 室谷                                                                                                | 上川村       | 気象庁       | * 294        |              |
| 金山                                                                                                | 金山町       | 気象庁       | * 244        |              |
| 津川                                                                                                | 津川町       | 気象庁       | * 232        |              |
| 長岡                                                                                                | 長岡市       | 気象庁       | * 225        |              |
| 博士峠                                                                                              | 昭和村       | 気象庁       | * 224        |              |
| 三条                                                                                                | 三条市       | 気象庁       | 208          | 51           |
| 新潟                                                                                                | 新潟市       | 気象庁       | 83.5         |              |
| --------------------------------------------------------------------------------------------------- | ------------ | ------------ | ------------ | ------------ |
| （* は、13日の日降水量を示す。資料の差異により24時間最大雨量とは 厳密には異なるので、留意されたい） |              |              |              |              |

## 政府など、各機関の対応
7月14日、内閣府は井上喜一・内閣府特命担当大臣（防災）を団長とする政府現地調査団を結成し、新潟県へ派遣した。また、福島県には佐藤剛男・内閣府副大臣を団長とする政府現地調査団を派遣した。
7月19日、小泉純一郎内閣総理大臣が視察に新潟県三条市を訪れた。

## 居住施設提供
7月13日、新潟県は長岡市・三条市・見附市・中之島町・栃尾市・三島町・和島村に対して災害救助法と被災者生活再建支援法に基づく被災者生活再建支援金支給制度を適用し、仮設住宅400戸を供給した。

## ボランティアによる支援
愛知県、千葉県などから約220人がボランティアとして駆けつけ、中之島町や三条市などを中心に復旧作業を行った。